# Beatriz Susana Vettori
Beatriz Susana Vettori (Coronel Domínguez, 22 de febrero de 1937 - Rosario, 22 de enero de 2016) fue una artista plástica y docente argentina. Realizó composiciones y representaciones de obras teatrales, musicales y artísticas, incluyendo a compositores, actores, músicos, conferencistas, pintores, artistas plásticos etc, y consultorías sobre docencia y arte.

## Biografía
De muy niña su familia se mudó a la cercana ciudad de Rosario, provincia de Santa Fe; fue docente del Colegio de la Misericordia de Rosario, siendo pionera en la ciudad de la filosofía creada por Sir Herbert Read "Educación por el arte", constituyendo al Atelier de Educación Creadora.
Afirmó el cineasta rosarino Mario Piazza (1959) 

«Fue un hecho muy afortunado para mí que, allá por 1986, la profesora Beatriz Vettori me pidiera que filmara algunas entrevistas con los exalumnos y los maestros de la Escuela de Olga y Leticia Cossettini porque de esa manera tomé conocimiento de esa maravillosa experiencia educativa acontecida en mi propia ciudad, y entré en contacto con sus protagonistas», afirma Mario Piazza, director de la película La escuela de la señorita Olga.

En 2006, realizó el Taller Arte y Vida.

## Obra
- 2014. Educación por el arte : Educación inicial. Quehacer educativo 55: 60-62

- 1990. PENSAMIENTO, CREATIVIDAD Y EDUCACIÓN POR EL ARTE. Con Jorge Sinópoli y Élida Noceti. The University of Georgia, Franklin College of Art & Sci. Department of Art.

### En Congresos
- 1987. “Educación, arte y creatividad”. Congreso Internacional de Educación por el Arte “Discurso de apertura”. Santiago de Chile.

- 1982. “El niño y su arte”. II° Jornadas Interdisciplinarias sobre Minoridad. Rosario.[9]

## Honores

### Membresías
- Consejo Mundial de INSEA - Sociedad Internacional de Educación por el Arte - Organismo Consultivo de la UNESCO[10] En 2010 se la homenajea por haber sido la 1.ª representante Latinoamericano al INSEA.[11]

- 1964: I.N.S.E.A. Sociedad Internacional de Educación.<ref>https://web.archive.org/web/20160130155354/http://www.jscounseling.com.ar/1990.pdf</ref>